# امبوی (واشنگتون)
امبوی، واشینگتن (به انگلیسی: Amboy, Washington) یک منطقهٔ مسکونی در ایالات متحده آمریکا است که در ایالت واشینگتن واقع شده‌است.

## خصوصیات
امبوی ۳۷٫۱ کیلومترمربع مساحت و ۲٬۰۸۵ نفر جمعیت دارد و ۱۲۵ متر بالاتر از سطح دریا واقع شده‌است.